# Mejni prehod za mednarodni promet Babno Polje
Mejni prehod Babno Polje (hrv. Granični prijelaz Prezid) je nekdanji mejni prehod za mednarodni cestni promet z Republiko Hrvaško. 
Decembra 2009 so odprli novozgrajen mejni prehod, ki je ustrezal schengenskim standardom.
Z vstopom Hrvaške 1. Januarja 2023 v skupno schengensko območje je mejna kontrola po 32 letih ukinjena.